# Christchurch International Track Meet 2021
Das Christchurch International Track Meet 2021 war eine Leichtathletik-Veranstaltung, die am 6. Februar 2021 in der neuseeländischen Stadt Christchurch im Nga Puna Wai Sports Hub stattfand. Sie war die erste Veranstaltung der World Athletics Continental Tour und zählte zu den Bronze-Meetings, der dritthöchsten Kategorie dieser Leichtathletik-Serie.

## Resultate

### Männer

#### 200 m
| Platz | Athlet             | Land | Zeit (s) |
| ----- | ------------------ | ---- | -------- |
| 1     | Edward Osei-Nketia | NZL  | 21,24 SB |
| 2     | Tiaan Whelpton     | NZL  | 21,28 PB |
| 3     | Joseph Millar      | NZL  | 21,91 SB |
| 4     | Hamish Gill        | NZL  | 21,99 SB |
| 5     | Tommy Te Puni      | NZL  | 22,32 SB |
| 6     | Michael Goldie     | NZL  | 22,72    |
| 7     | Bailey Cotton      | NZL  | 22,82    |
| 8     | Elliot Nye         | NZL  | 22,96    |
| 9     | Felix McDonald     | NZL  | 23,31    |

Wind: −0,8 m/s

#### 1500 m
| Platz       | Athlet             | Land | Zeit (min) |
| ----------- | ------------------ | ---- | ---------- |
| 1           | Hamish Carson      | NZL  | 3:44,63    |
| 2           | James Preston      | NZL  | 3:45,50 PB |
| 3           | Julian Oakley      | NZL  | 3:48,46    |
| 4           | Tom Moulai         | NZL  | 3:53,40 SB |
| 5           | Chanel Muir        | NZL  | 3:55,94 PB |
| 6           | Noah Macdermid     | NZL  | 3:56,70 SB |
| 7           | Connor Melton      | NZL  | 3:57,59 PB |
| 8           | Daniel Roswell     | NZL  | 3:59,12 SB |
| 9           | Ethan Smolej       | NZL  | 3:59,59 PB |
| 10          | Christopher Dryden | NZL  | 4:01,15    |
| 11          | Angus Wemyss       | NZL  | 4:02,39    |
| 12          | William Scharpf    | NZL  | 4:03,95    |
| 13          | Zane Powell        | NZL  | 4:06,81    |
|             | Ben Wall           | NZL  | DNF        |
| Dylan Forde | NZL                | DNF  |            |

#### 400 m Hürden
| Platz | Athlet         | Land | Zeit (s) |
| ----- | -------------- | ---- | -------- |
| 1     | Cameron French | NZL  | 52,08    |
| 2     | Louis Andrews  | NZL  | 55,52    |
| 3     | Zinan Bennett  | NZL  | 61,04    |

#### 3000 m Hindernis
| Platz | Athlet          | Land | Zeit (min) |
| ----- | --------------- | ---- | ---------- |
| 1     | Niam Macdonald  | NZL  | 09:37,49   |
| 2     | Max Yanzick     | NZL  | 09:39,91   |
| 3     | Ayrton Shadbolt | NZL  | 09:46,58   |
| 4     | George Guerin   | NZL  | 09:55,29   |
| 5     | Buddy Small     | NZL  | 10:19,60   |
| 6     | Matt Dryden     | NZL  | 10:27,94   |

#### Dreisprung
| Platz | Athletin        | Land | Weite (m) |
| ----- | --------------- | ---- | --------- |
| 1     | Andrew Allan    | NZL  | 13,83     |
| 2     | Ethan Gow       | NZL  | 13,61     |
| 3     | Hunter Archbold | NZL  | 12,42     |

#### Kugelstoßen
| Platz | Athlet          | Land | Weite (m)   |
| ----- | --------------- | ---- | ----------- |
| 1     | Jacko Gill      | NZL  | 21,52 WL PB |
| 2     | Tomas Walsh     | NZL  | 21,46 SB    |
| 3     | Ryan Ballantyne | NZL  | 19,11 SB    |
| 4     | Nick Palmer     | NZL  | 17,47       |

#### Diskuswurf
| Platz | Athlet              | Land | Weite (m) |
| ----- | ------------------- | ---- | --------- |
| 1     | Connor Bell         | NZL  | 63,64     |
| 2     | Alexander Parkinson | NZL  | 57,84     |
| 3     | Hugh McLeod-Jones   | NZL  | 41,34     |
| 4     | Quinn Motley        | NZL  | 35,71     |

#### Hammerwurf
| Platz | Athlet            | Land | Weite (m) |
| ----- | ----------------- | ---- | --------- |
| 1     | Anthony Nobilo    | NZL  | 62,68 SB  |
| 2     | Todd Bates        | NZL  | 56,90 PB  |
| 3     | Hugh McLeod-Jones | NZL  | 40,22     |
| 4     | Michael Scholten  | NZL  | 34,41     |

### Frauen

#### 200 m
| Platz | Athlet            | Land | Zeit (s) |
| ----- | ----------------- | ---- | -------- |
| 1     | Georgia Hulls     | NZL  | 24,44 SB |
| 2     | Rosie Elliott     | NZL  | 24,85    |
| 3     | Natasha Eady      | NZL  | 25,06    |
| 4     | Zoe Hobbs         | NZL  | 25,06 SB |
| 5     | Brooke Somerfield | NZL  | 25,12    |
| 6     | Nadia Evans       | NZL  | 25,23 SB |
| 7     | Portia Bing       | NZL  | 25,35 SB |
| 8     | Amy Robertson     | NZL  | 25,39    |
| 9     | Lucy Sheat        | NZL  | 26,10    |

Wind: −0,7 m/s

#### 800 m
| Platz        | Athlet          | Land | Zeit (min) |
| ------------ | --------------- | ---- | ---------- |
| 1            | Camille Buscomb | NZL  | 2:08,45 SB |
| 2            | Rebekah Greene  | NZL  | 2:09,21    |
| 3            | Rosa Twyford    | AUS  | 2:12,09    |
| 4            | Kara Macdermid  | NZL  | 2:12,97 SB |
| 5            | Samantha Fookes | NZL  | 2:15,24    |
| 6            | Laura Smith     | NZL  | 2:16,20    |
| 7            | Tillie Hollyer  | NZL  | 2:17,84    |
| 8            | Amanda Shallard | NZL  | 2:19,02    |
| 8            | Chloe Hughes    | NZL  | 2:21,83    |
|              | Emma Douglass   | NZL  | DNF        |
| Angela Petty | NZL             | DNF  |            |

#### 400 m Hürden
| Platz | Athlet       | Land | Zeit (s) |
| ----- | ------------ | ---- | -------- |
| 1     | Portia Bing  | NZL  | 58,50    |
| 2     | Maddy Spence | NZL  | 63,36    |
|       | Tegan Duffy  | NZL  | DNF      |

#### Hochsprung
| Platz | Athletin         | Land | Höhe (m) |
| ----- | ---------------- | ---- | -------- |
| 1     | Keeley O’Hagan   | NZL  | 1,76 SB  |
| 2     | Imogen Skelton   | NZL  | 1,76 SB  |
| 3     | Josie Taylor     | NZL  | 1,68 SB  |
| 4     | Josephine Reeves | NZL  | 1,68     |

#### Weitsprung
| Platz | Athlet            | Land | Weite (m)     |
| ----- | ----------------- | ---- | ------------- |
| 1     | Tegan Duffy       | NZL  | 5,89 PB       |
| 2     | Briana Stephenson | NZL  | 5,87 SB       |
| 3     | Kelsey Berryman   | NZL  | 5,81 SB       |
| 4     | Anna Grimaldi     | NZL  | 5,78 (T47) PB |
| 5     | Mariah Ririnui    | NZL  | 5,77          |
| 6     | Helena Dinnissen  | NZL  | 5,44          |
| 7     | Hannah Maloney    | NZL  | 5,30          |

#### Kugelstoßen
| Platz | Athlet         | Land | Weite (m) |
| ----- | -------------- | ---- | --------- |
| 1     | Valerie Adams  | NZL  | 18,41 WL  |
| 2     | Kai Tupu-South | NZL  | 15,56 PB  |
| 3     | Tapenisa Havea | NZL  | 14,30 PB  |
| 4     | Caitlin Dore   | NZL  | 8,34      |

#### Diskuswurf
| Platz | Athlet           | Land | Weite (m) |
| ----- | ---------------- | ---- | --------- |
| 1     | Savannah Scheen  | NZL  | 53,83     |
| 2     | Tatiana Kaumoana | NZL  | 51,76 SB  |
| 3     | Violette Perry   | NZL  | 45,54 SB  |
| 4     | Zharna Beattie   | NZL  | 44,81 SB  |
| 5     | Tapenisa Havea   | NZL  | 43,57     |

#### Hammerwurf
| Platz | Athlet               | Land | Weite (m) |
| ----- | -------------------- | ---- | --------- |
| 1     | Lauren Bruce         | NZL  | 71,22     |
| 2     | Mayce Ballantyne     | NZL  | 56,10 PB  |
| 3     | Dyani Shepherd-Oates | NZL  | 53,59     |
| 4     | Lexi Maples          | NZL  | 52,65 PB  |
| 5     | Teagan Ashley        | NZL  | 43,20     |